# レンヌ (小惑星)
レンヌ (6190 Rennes) は、小惑星帯に位置する小惑星である。
1989年10月、仙台市天文台の小石川正弘が仙台市の愛子（あやし）観測所で発見した。

## 名称
仙台市と姉妹都市である、フランスの西部に位置する都市の名、レンヌに因む。
命名は1999年2月に行われた。同時に、小石川が発見した小惑星に対して、仙台市の姉妹都市にちなむ(6349) Acapulco（アカプルコ）、(7485) 長春、(7816) Hanoi（ハノイ）、(8084) ダラス が命名されている。